# Efeito Fujiwara

Tufão Parma (à esquerda) e Melor (à direita) interagindo um com o outro no Mar das Filipinas em 6 de outubro de 2009

O efeito Fujiwhara, às vezes referido como a  interação Fujiw(h)ara ou interação binária, é um fenômeno que ocorre quando dois vórtices ciclônicos próximos se movem e fecham a distância entre as circulações das suas áreas de baixa pressão correspondentes . O efeito tem o nome de Sakuhei Fujiwhara, o meteorologista japonês que inicialmente descreveu o efeito. A interação binária de circulações menores pode causar o desenvolvimento de um ciclone maior ou fazer com que dois ciclones se fundam em um. Ciclones extratropicais normalmente se envolvem em interação binária quando dentro de 2,000 km (1,200 mi) um do outro, enquanto os ciclones tropicais normalmente interagem dentro de 1,400 km (870 mi) um do outro.

## Descrição

Diagrama do efeito Fujiwhara, mostrando como 2 ciclones tropicais interagem entre si

Quando os ciclones estão próximos um do outro, os seus centros circundarão um ao outro ciclonicamente (anti-horário no hemisfério norte e horário no hemisfério sul) em torno de um ponto entre os dois sistemas devido às suas circulações de vento ciclônico . Os dois vórtices serão atraídos um pelo outro e, eventualmente, espiralarão até o ponto central e se fundirão . Não foi acordado se isso é devido à porção divergente do vento ou advecção de vorticidade. Quando os dois vórtices são de tamanhos desiguais, o vórtice maior tende a dominar a interação e o vórtice menor circula em torno dele. O efeito tem o nome de Sakuhei Fujiwhara, o meteorologista japonês que o descreveu inicialmente em um artigo de 1921 sobre o movimento de vórtices na água.

## Ciclones tropicais

Odette (esquerda) e Seroja (direita) interagindo no Efeito Fujiwara enquanto se intensificam entre 7–9 de abril

Ciclones tropicais podem formar-se quando circulações menores dentro da Zona de convergência intertropical fundem. O efeito é frequentemente mencionado em relação ao movimento dos ciclones tropicais, embora a fusão final das duas tempestades seja incomum. O efeito torna-se perceptível quando se aproximam de 1,400 km (870 mi) um do outro. As taxas de rotação dentro dos pares binários aceleram quando os ciclones tropicais se aproximam de 650 km (400 mi) um do outro. A fusão dos dois sistemas (ou separação de um do par) torna-se realizada quando eles estão dentro de 300 km (190 mi) um do outro.

## Ciclones extratropicais
A interação binária é vista entre ciclones extratropicais próximos quando dentro de 2,000 km (1,200 mi) um do outro, com aceleração significativa ocorrendo quando as áreas de baixa pressão estão dentro de 1,100 km (680 mi) um do outro. Interações entre as suas circulações no nível 500 hPa (18.000 metros acima do nível do mar) se comportam de forma mais previsível do que as suas circulações de superfície. Isso geralmente resulta na fusão dos dois sistemas de baixa pressão em um único ciclone extratropical ou pode, menos comumente, resultar em uma mera mudança de direção de um ou de ambos os ciclones. Os resultados precisos de tais interações dependem de fatores como o tamanho dos dois ciclones, a sua distância um do outro e as condições atmosféricas prevalecentes ao redor deles.